# Pavol Beňa
Pavol Beňa (29. května 1935 – ?) byl slovenský fotbalista, obránce.

## Fotbalová kariéra
V lize hrál za Slovan Bratislava. Se Slovanem získal v roce 1955 mistrovský titul.

## Ligová bilance
| Ročník  | Zápasy | Góly | Klub                  |
| ------- | ------ | ---- | --------------------- |
| 1953    | 13     | 1    | Slovan Bratislava ÚNV |
| 1954    | 13     | 1    | Slovan Bratislava ÚNV |
| 1955    | 9      | 1    | Slovan Bratislava     |
| 1956    | 17     | 1    | Slovan Bratislava     |
| 1957/58 | 1      | 0    | Slovan Bratislava     |
| CELKEM  | 53     | 4    |                       |